# لوتار بولتس
لوتار بولتس (انگلیسی: Lothar Bolz؛ زادهٔ ۳ سپتامبر ۱۹۰۳ – درگذشتهٔ ۲۹ دسامبر ۱۹۸۶) یک سیاستمدار اهل آلمان شرقی بود. وی از ۱ ژوئیه ۱۹۵۳ تا ۲۴ ژوئن ۱۹۶۵ وزیر امور خارجه جمهوری دموکراتیک آلمان بود.
لوتهار بولتس در ۲۹ دسامبر ۱۹۸۶، در سن ۸۳ سالگی در برلین شرقی درگذشت.